# Wilton's Yard/Grave Yard
Wilton's Yard/Grave Yard es una localidad de Santa Lucía, que forma parte del distrito de Castries.